# Сірець
Сірець (рум. Sireți) — село у Страшенському районі Молдови. Утворює окрему комуну.

## Населення
За даними перепису населення 2004 року у селі проживали 5778 осіб.
Національний склад населення села:
| Національність       | Кількість осіб | Відсоток   |
| -------------------- | -------------- | ---------- |
| молдавани румуни     | 5694 21        | 98,5% 0,4% |
| росіяни              | 38             | 0,7%       |
| українці             | 12             | 0,2%       |
| цигани               | 4              | 0,1%       |
| болгари              | 3              | 0,1%       |
| інша / без відповіді | 6              | 0,1%       |
| Всього               | 5778           | 100%       |